# اینگر، مینه‌سوتا
اینگر (به انگلیسی: Inger) یک منطقهٔ مسکونی در ایالات متحده آمریکا است که در شهرستان ایتاسکا، مینه‌سوتا واقع شده‌است. اینگر ۲۱۲ نفر جمعیت دارد و ۴۰۶٫۰ متر بالاتر از سطح دریا واقع شده‌است.